# Râul Gorganu, Homorod
Râul Gorganu este un afluent al râului Valea Mare. 

## Hărți
- Harta Județului Brașov